# Бас-Тер (округ)
Округ Бас-Тер (фр. Arrondissement de Basse-Terre) — округ у Франції, в департаменті Гваделупа. 2023 року округ об'єднував 18 муніципалітетів, населення становило 184 542 особи.
Адміністративний центр (супрефектура) — Бас-Тер.

## Муніципалітети
Список муніципалітетів округу та їхні коди INSEE:
1. Баїф (97104)
2. Бас-Тер (97105)
3. Бе-Мао (97103)
4. Буянт (97106)
5. В'є-Фор (97133)
6. В'єз-Абітан (97134)
7. Гуаяв (97114)
8. Гурбейр (97109)
9. Десе (97111)
10. Капестерр-Бель-О (97107)
11. Ламантен (97115)
12. Петі-Бур (97118)
13. Пуент-Нуар (97121)
14. Сен-Клод (97124)
15. Сент-Роз (97129)
16. Терр-де-Ба (97130)
17. Терр-де-О (97131)
18. Труа-Рив'єр (97132)